# Państwowe Muzeum Literatury Gruzińskiej im. Georgi Leonidze
Państwowe Muzeum Literatury Gruzińskiej im. Georgi Leonidze – muzeum w Tbilisi.

## Historia
W 1929 roku obchodzono stulecie jego śmierci Aleksandra Gribojedowa. Z tej okazji w kościele św. Dawida w Mtacminda w Tbilisi otwarto wystawę, na której pokazano archiwalne materiały dotyczące gruzińskich klasyków. Ekspozycja była udana, podjęto więc decyzję o zorganizowaniu wystawy stałej. Muzeum otwarto w 1930 roku dzięki Dawidowi Arseniszwili. Ponieważ mieściło się niedaleko Panteonu Mtacminda, nazywano je Muzeum pisarzy Mtacminda. W 1938 roku muzeum literackie przeniosło się do rezydencji gubernatora Zakaukazia. Po 1935 roku muzeum zostało przemianowane na Gruzińskie Muzeum Pisarzy, a w 1938 – na Gruzińskie Państwowe Muzeum Literackie. W latach 1939–1951 dyrektorem Państwowego Muzeum Literackiego Gruzińskiej SRR był Georgi Leonidze. Po jego śmierci, w 1967 roku zostało nazwane jego imieniem. Na dziedzińcu muzeum umieszczono popiersie Leonidze.

## Zbiory
W muzeum znajdują się rękopisy pisarzy z Gruzji takich jak: Boris Pasternak, Aleksander Czawczawadze, Galaktion Tabidze. Łączna liczba rękopisów wynosi ponad 130 tysięcy tytułów. Muzeum ma również duży zbiór fotografii, bo ponad 27 tysięcy oraz 2 tysiące eksponatów malarstwa i grafiki. W zbiorach muzeum gromadzone są również materiały filozoficzne i religijne z XVII–XVIII wieku, nagrania audio i wideo, rzeczy osobiste i rodzinne pamiątki po wybitnych ludziach.